# تكبير الثدي

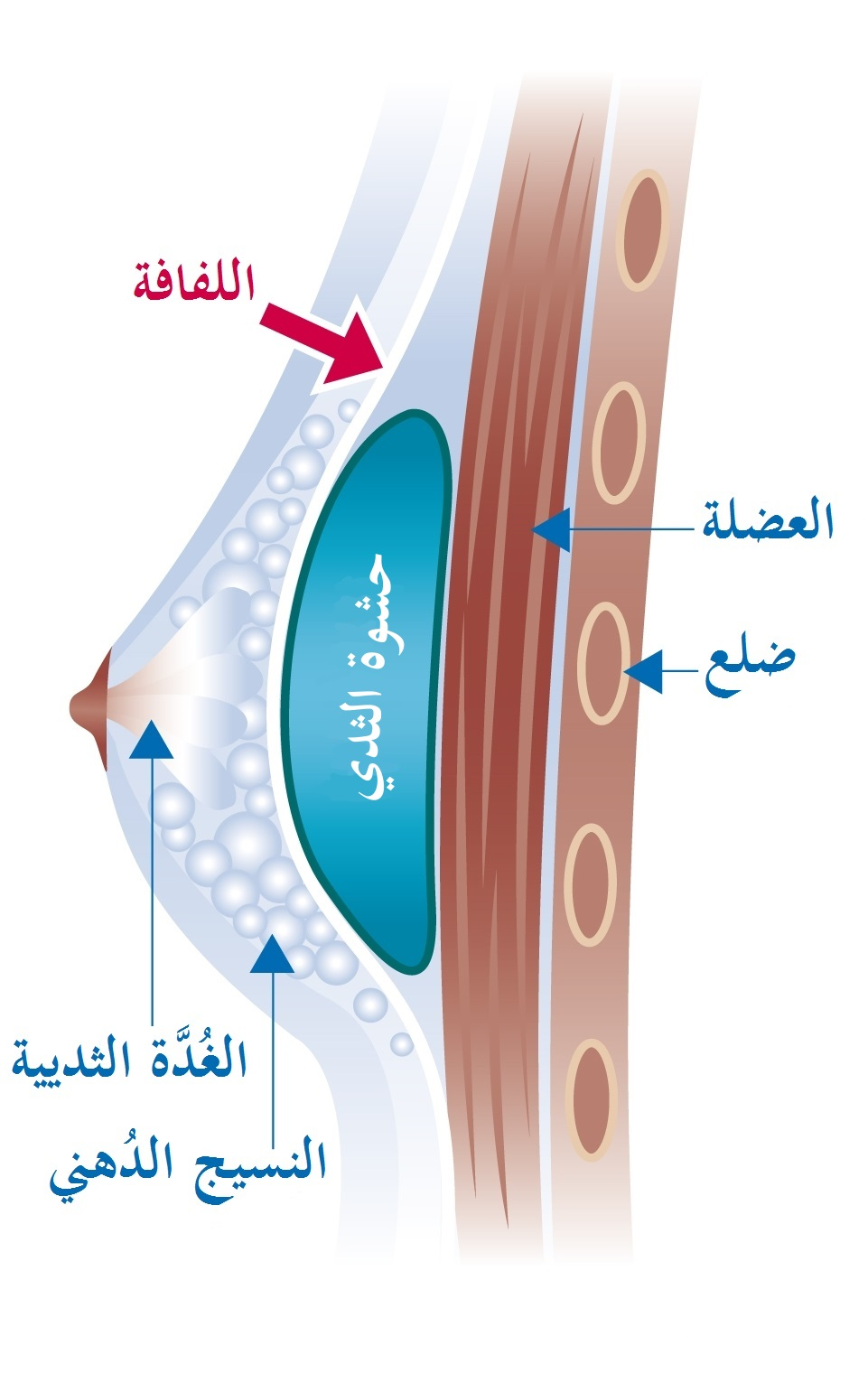
رسم يبين مكان وضع حشوة السلكون في الصدر (باللون الأزرق)

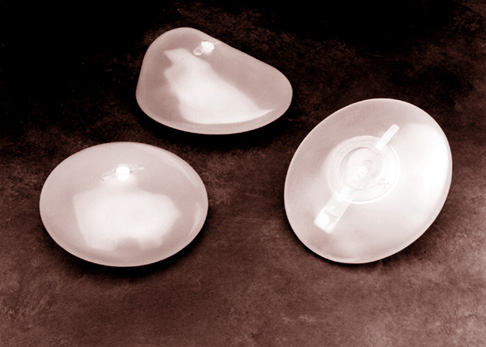
أحد أنواع حشوة السلكون التي توضع في الصدر لتكبيره

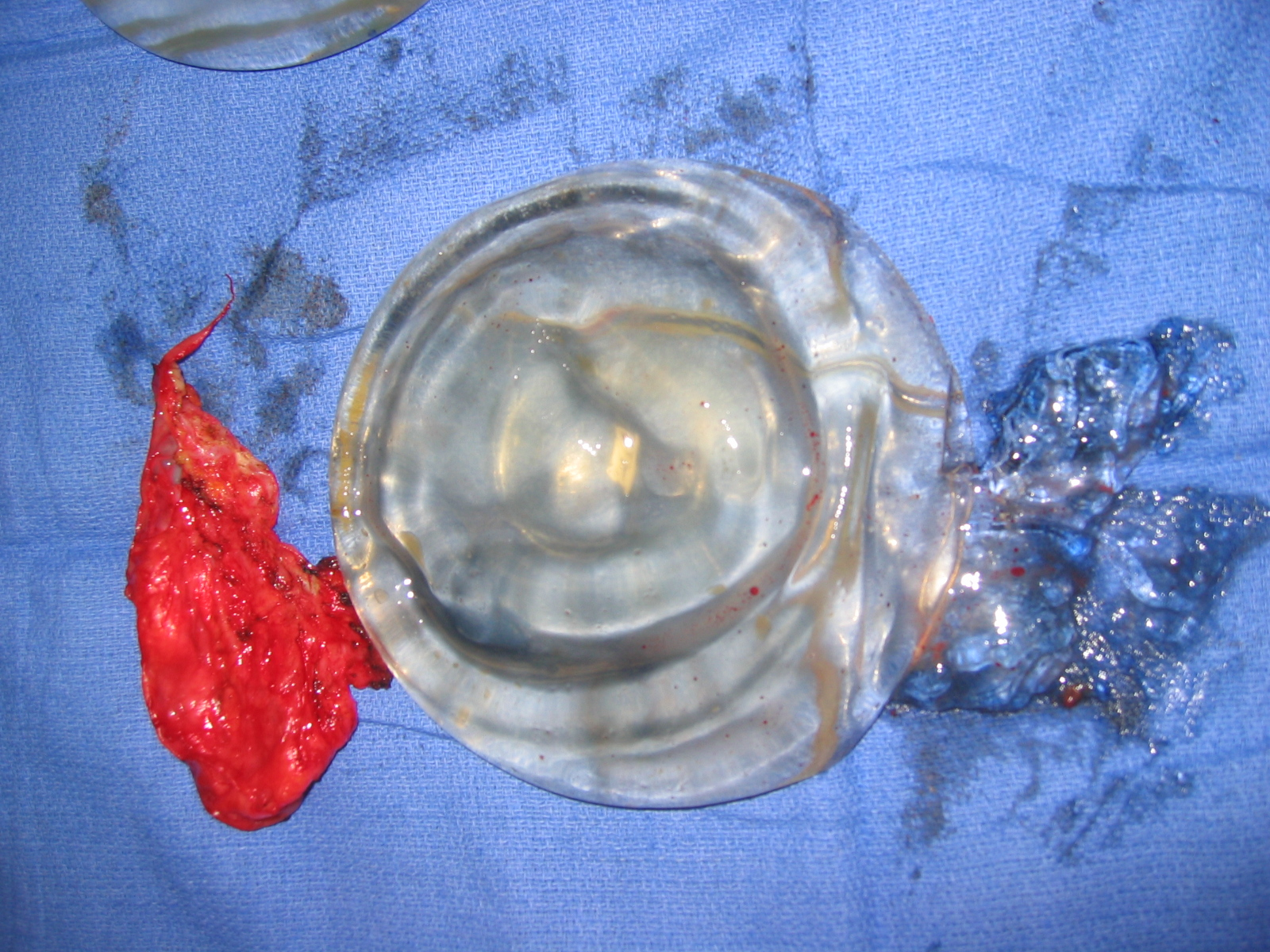
أحد انواع الفشل في حشوة السلكون نتيجة انفجار السلكون المزروع مما بشكل خطر على الصحة واحيانا الموت

تكبير الثدي (Breast augmentation) إما بالطرق الطبيعية أو عن طريق اللجوء إلى جراحة التجميل وزراعة الحشوة تحت نسيج الثدي الدهني أو تحت العضلات. تعتبر عملية تكبير الثدي أشيع العمليات التجميلية التي تُجرى في العالم حالياً.

## الهدف
ان الغاية من تكبير الثدي أو تكبير الصدر هو لزيادة الثقة في النفس وتحسين الصورة الذاتية وخصوصا لدى السيدات اللواتي لديهن شعور صغر الثدي أو الترهل في الثدي وخصوصا بعد الحمل ورضاعة أو لدى السيدات اللواتي يعانين من اختلاف في الجهة اليمنى عن اليسرى أو لاسباب طبيه أخرى
و يجب الاخذ في الحسبان ان الصدر الكبير لا يعني دائما الجمال والهدف من تكبير الثدي هو الحصول على ثدي مشدود ومرن وصلب في نفس الوقت

## الطرق الجراحية
هي طريقة تكبير الثدي عن طريق وضع الزرعة تحت انسجة الثدي أو تحت العضلات بهذه الطريقة يتم زيادة حجم الثدي، ومن الاسباب التي تحتاج إلى عمل جراحة لتكبير الثدي:
- إذا كان الثدي صغيرا جدا ولتعزيز مظهره
- لتحسين مظهر الثدي وخصوصا بعد العمليات الجراحية مثل سرطان الثدي

المخاطر
- ندب وتشوه في مكان الزرعة
- تشوه شكل الثدي نفسه
- الام الثدي
- تغير في الإحساس في الحلمة والثدي
- تسرب المادة الموجودة في الزرعة إلى الانسجه المحيطة

أنواع الشقوق الجراحية
1. شق تحت الثدي مباشره ولكنها تترك اثرا واضحا
2. الشق المحيط بالهالة وهو أصعب للزراعه ولكنه ندب اقل
3. شق الابطي
4. الشق السري

علما ان الزرعات لا تمنع الترهل مطلقا، ولا تستمر مدى الحياة، وعندها يكون هناك صعوبه في تشخيص أي حاله مرضية للثدي ومن الممكن ان تعيق الرضاعة الطبيعية
اعراض الجراحة
- الم وتورم لبضعة اسابيع
- مراجعات متكرره للطبيب للمتابعة واكتشاف أي التهابات واعطاء العلاج المناسب

## أنواع حشوات تكبير الثدي
يمكن استخدام ثلاثة أنواع من الحشوات لتكبير الثدي:
حشوات السيليكون.
حشوات السيليكون المتماسكة.
حشوات المحلول الملحي.

## تكبير الثدي والسرطان
أكدت العديد من الدراسات السريرية واسعة النطاق سلامة عملية تكبير الثدي وأمانها، وعدم وجود أي ارتباط بينها وبين سرطان الثدي.
وأظهرت الأبحاث أن حشوات السيليكون التي تستخدم لتكبير الثدي ليست عاملاً مؤهباً للإصابة بأي نوع من أورام الثدي الخبيثة.